# (760) Massinga
(760) Massinga – planetoida z pasa głównego asteroid okrążająca Słońce w ciągu 5 lat i 225 dni w średniej odległości 3,16 au. Została odkryta 28 sierpnia 1913 roku w Landessternwarte Heidelberg-Königstuhl w Heidelbergu przez Franza Kaisera. Nazwa pochodzi od Adama Massingera, niemieckiego astronoma. Przed nadaniem nazwy planetoida nosiła oznaczenie tymczasowe (760) 1913 SL.